# A könnyűlovasság
A könnyűlovasság vagy Balaklava (eredeti címe The Charge of the Light Brigade) 1936-ban bemutatott amerikai fekete-fehér romantikus háborús kalandfilm, Kertész Mihály rendezésében, Errol Flynn és Olivia de Havilland főszereplésével.
A forgatókönyvet Michael Jacoby és Rowland Leigh írta. A cselekmény hátterében a krími háború balaklavai csatájának elhíresült hadművelete, „a brit könnyűlovasság támadása” áll, mely hibás parancsok miatt igen súlyos veszteségekkel zárult. A tragédiáról 1854-ben Alfred Tennyson költő romantikus és patetikus hőskölteményt írt, innen a film eredeti címe. A film kitalált cselekménye a valós történelmi eseményt egy kalandos mesébe ágyazza, fiktív szereplőkkel, a „szerelem–árulás–bosszúállás” hármas klisére építve, erősen kihangsúlyozva a brit birodalmi katonatisztek hősiességét és lovagiasságát.
A film többféle magyar címen ismert. A magyar mozikban 1937-ben mutatták be Balaklava címmel, eredeti nyelven, magyar feliratokkal, de A könnyűlovasság támadása (az eredeti angol cím, The Charge of the Light Brigade fordítása) cím alatt is forgalmazták. 1990–2002 között (feltehetően 2000 körül) a HBO szinkronizálta A könnyűlovasság cím alatt.

## Cselekmény
1854-et írunk. Geoffrey Vickers százados és testvéröccse, Perry Vickers százados Brit-Indiában, Kalkuttában állomásoznak. Egy diplomáciai megbízatás során Geoffrey megmenti Szurat kán helyi törzsi vezető életét, akit egy leopárd megtámadott. Közben Kalkuttában Geoffrey menyasszonya, Elsa Campbell beleszeret vőlegényének öccsébe, Perrybe. Amikor Geoffrey visszatér, Perry beszámol neki Elsa őiránta érzett vonzalmáról, de Geoffrey nem veszi komolyan, csupán Perry egyoldalú képzelgésének véli.
Szurat kán is Kalkuttába érkezik. Elejtett szavai nyomán a britekben felébred a gyanú, hogy Szurat a gyarmattartó hatalmak vetélkedésében ( a „Nagy Játszmában”) az Orosz Birodalom oldalára készül átállni. Elsa és Perry arra készülnek, hogy bevallják kapcsolatukat Geoffrey-nak, de a századost Perzsiába küldik, hogy lovakat vásároljon a krími háborúra készülő brit expedíciós haderő részére. Iránban törzsi felkelők megtámadják Geoffreyt, aki visszatér Indiába. Őrnaggyá léptetik elő, és az Északnyugati Határtartományba (North West Frontier) helyezik, a mai Pakisztánba, a (fiktív) Csukoti (Chukoti) városba. Az itteni helyőrség parancsnoka Campbell ezredes, Elsa apja. Geoffrey és Elsa kibékülése ismét elmarad, mert a britek ellen forduló Szurat kán serege megtámadja a gyengén védett helyőrséget. Geoffreynak, aki megmentette az életét, a kán felajánlja a szabad eltávozást. A támadás során Geoffrey és Elsa elmenekülnek, Szurat kán elfoglalja a várost, lemészároltatja a brit helyőrség tagjait és családjaikat. A későn érkező brit erősítés elől Szurat kán az Orosz Birodalomba menekül. Geoffrey megfogadja, hogy bajtársaiért és Elsa apjáért bosszút áll az árulón.

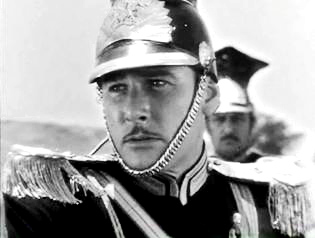
Errol Flynn, mint Vickers őrnagy

Geoffrey Vickers őrnagyot és ezredének maradékát a Krímbe küldik, hogy csatlakozzanak a Szevasztopol ostromára vonuló brit–francia expedíciós erőhöz. Itt szolgál Geoffrey öccse, Perry is. Megkezdődik a balaklavai csata. A brit haditerv alapján a brit főparancsnok, Sir Charles Macefield tábornok írott parancsban visszavonulásra utasítja lovas ezredeket. Geoffrey megtudja, hogy Szurat kán az egyik erősen védett orosz erődítmény sáncaiban tartózkodik. Önálló akcióba lép: a könnyűlovas dandár parancsnokához, Sir Benjamin Warrenton tábornokhoz címzett írott parancsot ellopja, helyette egy hamis parancsot ír a főparancsnok nevében, és ezt viszi el Warrentonnak. Az őrnagy tisztában van azzal, hogy a legsúlyosabb katonai bűncselekményt követi el, és magánlevelet ír Sir Charles Macefield tábornoknak, amelyben elmagyarázza tettének személyes motivációját. Megparancsolja öccsének, Perry Vickers századosnak, hogy a magánlevelet a csata után adja át a főparancsnoknak.
A hamis parancs alapján Geoffrey Vickers őrnagy a könnyűlovasságot frontális rohamra vezeti az orosz erőd ellen, ahol Szurat kán tartózkodik. A könnyűlovasság nagy része elpusztul a több oldalról záporozó orosz tüzérségi tűzben. Az életben maradottak betörnek az erődítmény sáncaiba. Vickers őrnagy szembekerül Szurat kánnal. A kán rálő az őrnagyra, halálosan megsebesíti. A haldokló őrnagy egy felkapott lándzsával agyonszúrja a kánt, beteljesítve személyes bosszúját. A csata után Sir Charles Macefield tábornok megkapja az őrnagy magánlevelét. A tábornok úgy dönt, magára vállalja a felelősséget a katasztrófáért, hogy a halott Vickers őrnagy hősi hírneve ne sérüljön.

## Főbb szereplők
| Szerep                                 | Színész             | Magyar hangja (1. szinkron, 2000 körül) |
| -------------------------------------- | ------------------- | --------------------------------------- |
| Geoffrey Vickers brit őrnagy           | Errol Flynn         | Csankó Zoltán                           |
| Elsa Campbell, Geoffrey menyasszonya   | Olivia de Havilland | Orosz Helga                             |
| Perry Vickers százados, Geoffrey öccse | Patric Knowles      | Lux Ádám                                |
| Sir Charles Macefield tábornok         | Henry Stephenson    | Buss Gyula                              |
| Sir Benjamin Warrenton tábornok        | Nigel Bruce         | Bodor Tibor                             |
| Campbell ezredes, Elsa apja            | Donald Crisp        | Bitskey Tibor                           |
| Randall százados                       | David Niven         | Rosta Sándor                            |
| Szurat kán (Surat Khan)                | C. Henry Gordon     | Orosz István                            |
| További magyar hangok                  | N/A                 | Pap Éva, Ujlaki Dénes                   |

## Gyártás
A történet csúcspontját adó látványos lovasroham felvétele során 125 vágtató lovat buktattak fel botlató szerkezetek használatával. A lovak többsége megsérült, 25 ló azonnal elpusztult vagy a helyszínen el kellett altatni. Ez olyan sajtófelháborodást váltott ki, hogy az Egyesült Államok Kongresszusa új, szigorúbb törvényeket fogadott el a filmforgatásokon használt állatok védelmében. Az egyik lovas kaszkadőr is halálos balesetet szenvedett, amikor a tervezett felbuktatás során a lóról lezuhanva egy földön fekvő, véletlenül ott felejtett kardba zuhant.
A film elkészítése mintegy 1,2 millió USA dollárt emésztett fel. A filmet Kaliforniában forgatták. A Haibar-hágón játszódó képsorokat a Sierra Nevada hegységben vették fel. A lovas jelenetekben a főszereplő Errol Flynnt Yakima Canutt dublőr helyettesítette. A filmesek katonai tanácsadója E. Rochfort-John százados volt. A film zenéjéből és a lovasroham jelenetéből sok későbbi zenés videóklip átvett kisebb-nagyobb részleteket, pl. az Iron Maiden 1983-as The Trooper-je is.
Az 1936-as film cselekménye egy kitalált, kalandos történet, a valós csata eseményeit ehhez a meséhez adaptálták. 1968-ban Tony Richardson angol rendező elkészítette a film újabb változatát, A könnyűlovasság támadása címmel, mely a tényleges történéseket sokkal valósághűbben ábrázolja.

## Elismerések
9. Oscar-gála (1937)
- elnyerte a legjobb segédrendezőnek járó Oscar-díjat – Jack Sullivan (ma már nem létező kategória)
- jelölés a legjobb eredeti filmzenének járó Oscar-díjra – Max Steiner zeneszerző, Leo Forbstein zenei rendező (Warner Bros.)
- jelölés a legjobb hangkeverésnek járó Oscar-díjra – Nathan Levinson (Warner Bros.)

## További információ
- A könnyűlovasság a PORT.hu-n (magyarul)
- A könnyűlovasság az Internetes Szinkronadatbázisban (magyarul)
- A könnyűlovasság az Internet Movie Database-ben (angolul)
- A könnyűlovasság a Rotten Tomatoeson (angolul)
- A könnyűlovasság a Box Office Mojón (angolul)
- La Charge de la Brigade Légère (1936) (francia nyelven). AlloCiné.fr
- Der Verrat des Surat Khan (német nyelven). Filmdienst.de
- A könnyűlovasság (1936) (magyar nyelven). TMDB (The MovieWeb Adatbázis)
- Balaklava (1936) (magyar nyelven). MAFAB.hu